# Letális allél
A letális allél olyan génvariáció, amely ha megnyilvánul az egyed fenotípusában, akkor betegséget okoz, és a sejt vagy a szervezet szokásosnál rövidebb élettartamához, korai halálához (letalitás) vezet.
Amennyiben domináns öröklődési formáról van szó, akkor kétféle lehetőség van: vagy a domináns, vagy a recesszív allél a letális. Ez utóbbi a gyakoribb. Egy recesszív allél csak akkor nyilvánul meg, csak akkor vezet az egyedben a hozzá tartozó fenotípushoz, ha az egyed mindkét allélja recesszív, tehát ha egy recesszív-recesszív homozigótáról van szó. Így recesszív letális allél esetén sem a kétféle allélt örökölt heterozigóta, sem a csak domináns alléllal rendelkező homozigóta nem mutat letalitást. Recesszív allél esetén a letalitás lehet olyan mérvű is, hogy a recesszív-recesszív homozigóták életképtelenek. Ez megmutatkozik a populációgenetikában is. Ilyenkor ugyanis a domináns típusú öröklődésre jellemző, a domináns allélhoz kapcsolódó fenotípus és a recesszív allélhoz kapcsolódó fenotípus közötti 3:1 arány helyett 2:1 arány mutatkozik. Ez köztes öröklésmenetként is felfogható. A gyengébben kifejeződő letális allélokat szemiletálisnak nevezzük.
Ha a domináns típusú öröklődéskor a domináns allél a letális, akkor nem csak azoknál az egyedeknél okoz letalitást, amelyek a letális allélre homozigóták, hanem a heterozigótáknál is, tehát amikor az egyedben mind domináns, mind a recesszív allél jelen van. A domináns letális allélek ritkábbak mint a recesszívek, és többnyire inkább csak az életképességet csökkentik, vagy az életet rövidítik, különben nagyon hamar kiszelektálódnak. 

## Letális allél által okozott betegségek
- Tay–Sachs-szindróma
- cisztás fibrózis
- Huntington-kór

## Külső hivatkozások
- Answers.com. (Hozzáférés: 2010. január 23.)